# Daina Taimiņa
Daina Taimiņa (ur. 19 sierpnia 1954) – łotewska matematyczka, najbardziej znana z ilustrowania koncepcji powierzchni hiperbolicznych przy pomocy form szydełkowanych. Emerytowana adjunct associate professor matematyki Uniwersytetu Cornella.
W 1990 r. uzyskała stopień kandydatki nauk (odpowiednik doktoratu) w Instytucie Matematyki Akademii Nauk Białoruskiej SRR; dwa lata później na Uniwersytecie Łotwy uzyskała stopień doktor nauk w dziedzinie matematyki. W latach 1977–2000 uczyła na Wydziale Fizyki i Matematyki Uniwersytetu Łotwy, w latach 1997–2013 pracowała na Uniwersytecie Cornella.

## Koncepcja
W 1997 r. Taimiņa uczestniczyła w warsztacie Davida W. Hendersona nt. geometrii hiperbolicznej, gdzie Henderson przy użyciu papierowych modeli pokazywał pewne przybliżenia powierzchni hiperbolicznych zanurzonych w przestrzeni trójwymiarowej. Taimiņa zwróciła uwagę na nietrwałość podobnych papierowych modeli i wpadła na pomysł przedstawiania powierzchni hiperbolicznych za pomocą wyszydełkowanych fragmentów takich płaszczyzn. Powierzchni hiperbolicznej (jak udowodnił już David Hilbert) nie można wygenerować wzorem, co skrajnie utrudnia wizualizowanie jej za pomocą animacji komputerowych. Z tego powodu dopiero modele Taimiņy pozwoliły zaprezentować zjawiska hiperboliczne, jak oddalające się od siebie proste równoległe lub horocykle (typ krzywej pozbawiony euklidesowego odpowiednika) w sposób dostępny ludzkiej wyobraźni przestrzennej. Największa stworzona przez nią konstrukcja ma powierzchnię 3,2 metra kwadratowego, waży 4,5 kilograma i została wykonana z 5,5 kilometra różowej włóczki.  
W 2009 r. opublikowała książkę pt. Crocheting Adventures with Hyperbolic Planes (Szydełkowe przygody z powierzchniami hiperbolicznymi), która, uzyskawszy początkowo miano „najdziwniejszego tytułu roku”, otrzymała później także wyróżnienie w postaci Nagrody Książkowej Eulera (Euler Book Prize), przyznawanej autorom „wyjątkowo dobrze napisanych książek wpływających na pozytywny odbiór matematyki u szerszej publiczności”. Oprócz warstwy teoretycznej, tłumaczącej matematyczną teorię stojącą za pomysłem, książka zawiera również opisy konkretnych wzorów szydełkowych. 
Szydełkowane powierzchnie hiperboliczne autorstwa Taimiņy trafiły także do galerii sztuki. W 2005 r. pojawiły się na wystawie „Not the knitting you know” w galerii sztuki „Eleven Eleven” w Waszyngtonie, w 2014 r. wystawiane były w Centrum Sztuki Współczesnej „Kim?” w Rydze, a także na wielu innych wystawach w Stanach Zjednoczonych, Niemczech, Irlandii, Wielkiej Brytanii, Belgii i na Łotwie. Udział Taimiņy zapowiadano na biennale RIBOCA2 (Riga International Biennial of Contemporary Art) w 2020 r., jednak ze względu na ograniczenia związane z trwającą pandemią COVID-19 forma biennale musiała zostać zmieniona. 